# Lets Get Killed
Az 1997-es Lets Get Killed David Holmes második nagylemeze. Két top 40-es dalt termelt az Egyesült Királyságban: Don't Die Just Yet és My Mate Paul. Az albumon hallható a James Bond-filmek motívumának feldolgozása, Radio 7 címen.
Ez volt Holmes első albuma, amely az Egyesült Államokban is megjelent. Szerepel az 1001 lemez, amit hallanod kell, mielőtt meghalsz című könyvben.

## Az album dalai
|     | Cím                      | Szerző(k)        | Hossz |
| --- | ------------------------ | ---------------- | ----- |
| 1.  | Listen                   | David Holmes     | 0:49  |
| 2.  | My Mate Paul             | Holmes           | 5:29  |
| 3.  | Lets Get Killed          | Holmes           | 7:28  |
| 4.  | Gritty Shaker            | Holmes           | 6:40  |
| 5.  | Head Rush on Lafayette   | Holmes           | 1:20  |
| 6.  | Rodney Yates             | Holmes           | 6:24  |
| 7.  | Radio 7                  | Monty Norman     | 5:49  |
| 8.  | The Parcus & Madder Show | Holmes           | 0:51  |
| 9.  | Slashers Revenge         | Holmes           | 4:46  |
| 10. | Freaknik                 | Holmes           | 6:45  |
| 11. | Caddell Returns          | Holmes           | 5:42  |
| 12. | Don't Die Just Yet       | Serge Gainsbourg | 6:43  |
| 13. | For You                  | Holmes           | 0:59  |

## Közreműködők
- David Holmes – dalszerző, producer
- Gem Archer – gitár a Radio 7 és Freaknik dalokon
- The London Session Orchestra – Radio 7 és Don't Die Just Yet
- Jagz Kooner – producer (My Mate Paul)
- Keith Tenniswood – producer, gitár, vibrafon (Rodney Yates); producer (Gritty Shaker és Slasher's Revenge)
- Tim Goldsworthy – újrakeverés (Radio 7)

## Fordítás
Ez a szócikk részben vagy egészben a Lets Get Killed című angol Wikipédia-szócikk ezen változatának fordításán alapul.  Az eredeti cikk szerkesztőit annak laptörténete sorolja fel. Ez a jelzés csupán a megfogalmazás eredetét és a szerzői jogokat jelzi, nem szolgál a cikkben szereplő információk forrásmegjelöléseként.